# Oostelijke geelsnavelbaardvogel
De oostelijke geelsnavelbaardvogel (Trachylaemus purpuratus synoniem: Trachyphonus purpuratus) is een Afrikaanse baardvogel uit de familie Lybiidae.

## Verspreiding en leefgebied
Deze soort komt voor in centraal Afrika en telt twee ondersoorten:
- T. p. purpuratus J. Verreaux & E. Verreaux 1851: van zuidoostelijk Nigeria tot de Centraal-Afrikaanse Republiek, noordelijk en centraal Congo-Kinshasa en noordwestelijk Angola.
- T. p. elgonensis Sharpe, 1891: van zuidelijk Soedan en noordoostelijk Congo-Kinshasa tot westelijk Kenia.

## Status
De grootte van de populatie is niet gekwantificeerd maar de soort wordt omschreven als niet ongewoon. Op de Rode lijst van de IUCN heeft deze soort de status niet bedreigd.